# Клінч (річка)
Клінч (англ. Clinch River) — річка у східній частині США, права притока річки Теннессі. 

## Географія
Річка Клінч бере свій початок у гірськомі районі поблизу міста Тазвел, штат Вірджинія. Протікає Великою долиною Аппалачі та впадає у річку Теннессі поблизу міста Кінґстон, Теннессі. Довжина річки — 542 км.
На річці Клінч знаходяться ГЕС Норріс та ГЕС Мелтон-Гілл, є єдиною гідроелектростанцією зі шлюзом у федеральній корпорації «Теннессі Веллі Ауторіті». Також на річці розташована теплова електростанція Карбо у графстві Рассел, штат Вірджинія, яка була побудована у 1957 році, а в 2016 році переведена зі спалювання вугілля на газ.

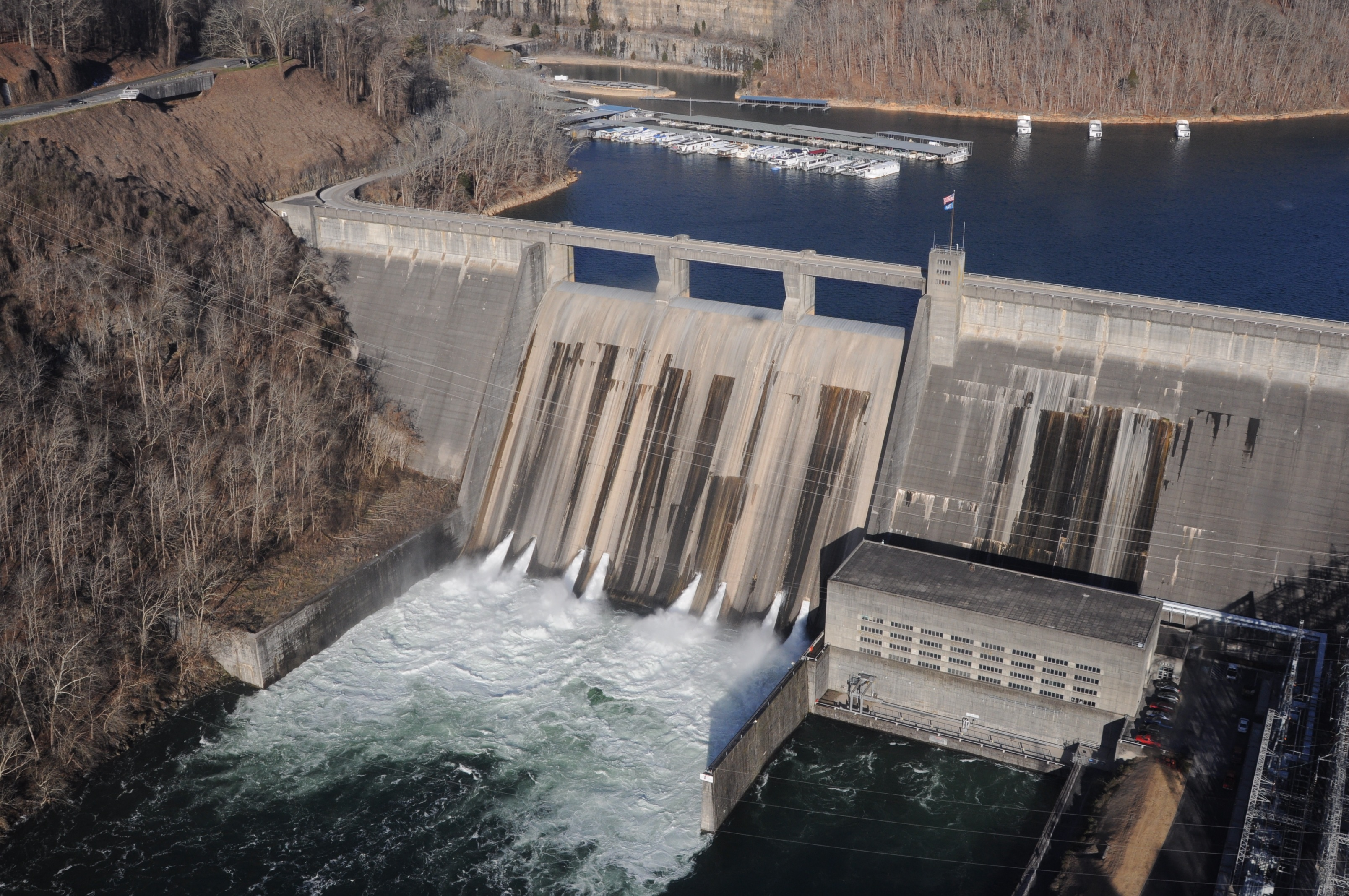
ГЕС Норріс
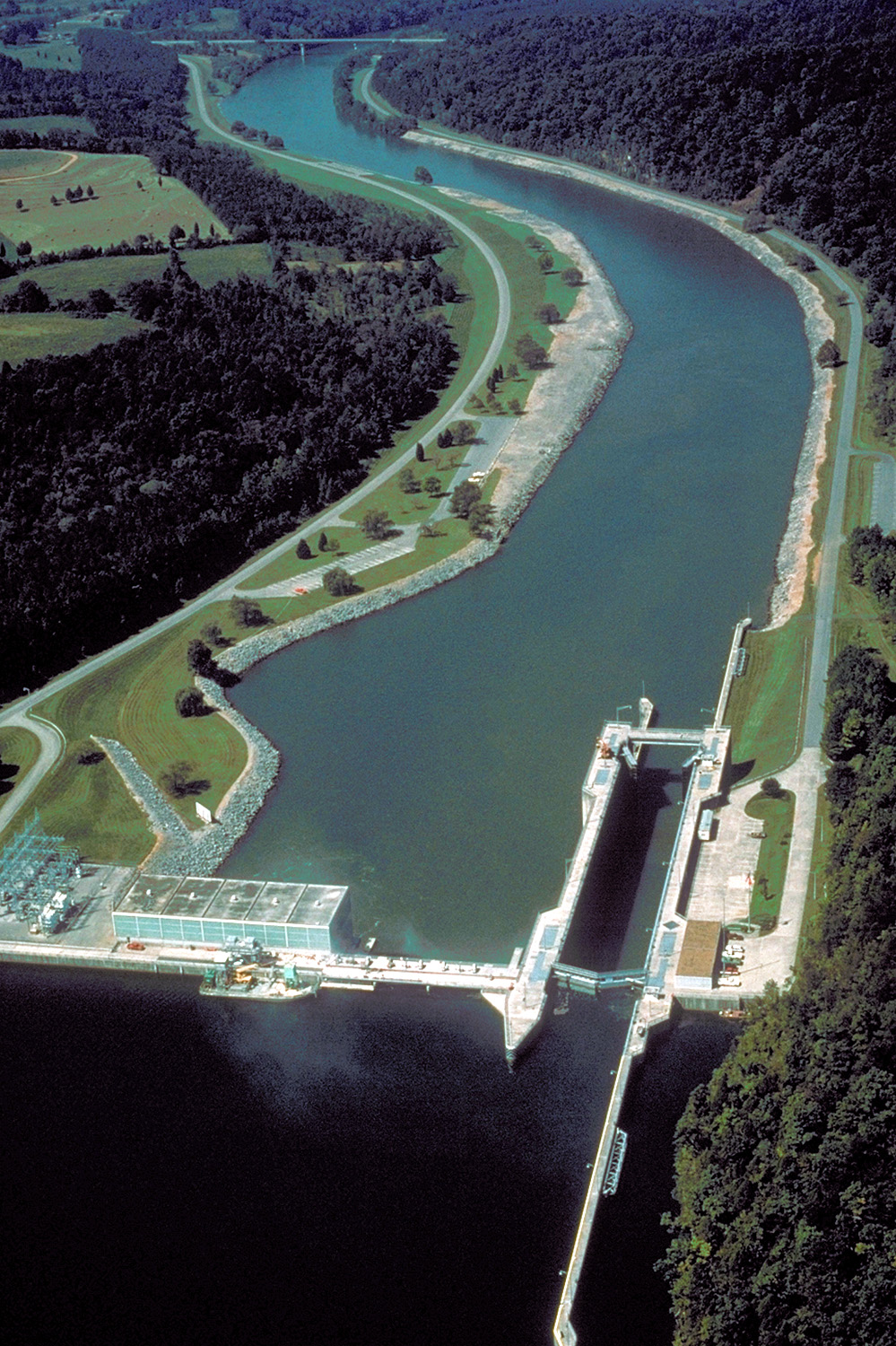
ГЕС Мелтон-Гілл

## Флота та фауна
У вехів'ях річки Клінч водиться пструг райдужний та пструг струмковий.
Наприкінці 19 — початку 20-го століття, перед тим, як було збудовано ГЕС Норріс, на річці Клінч розводили прісноводних мідій та культивували прісноводні перли. Річка Клінч була економічним серцем перлової індустрії, а штат Теннессі входив у шістку лідерів серед штатів США за виробництво прісноводних перлів. На початку 20 століття вирощування мідій почало знижуватися, через будівництво ГЕС на річці.

## Світлини

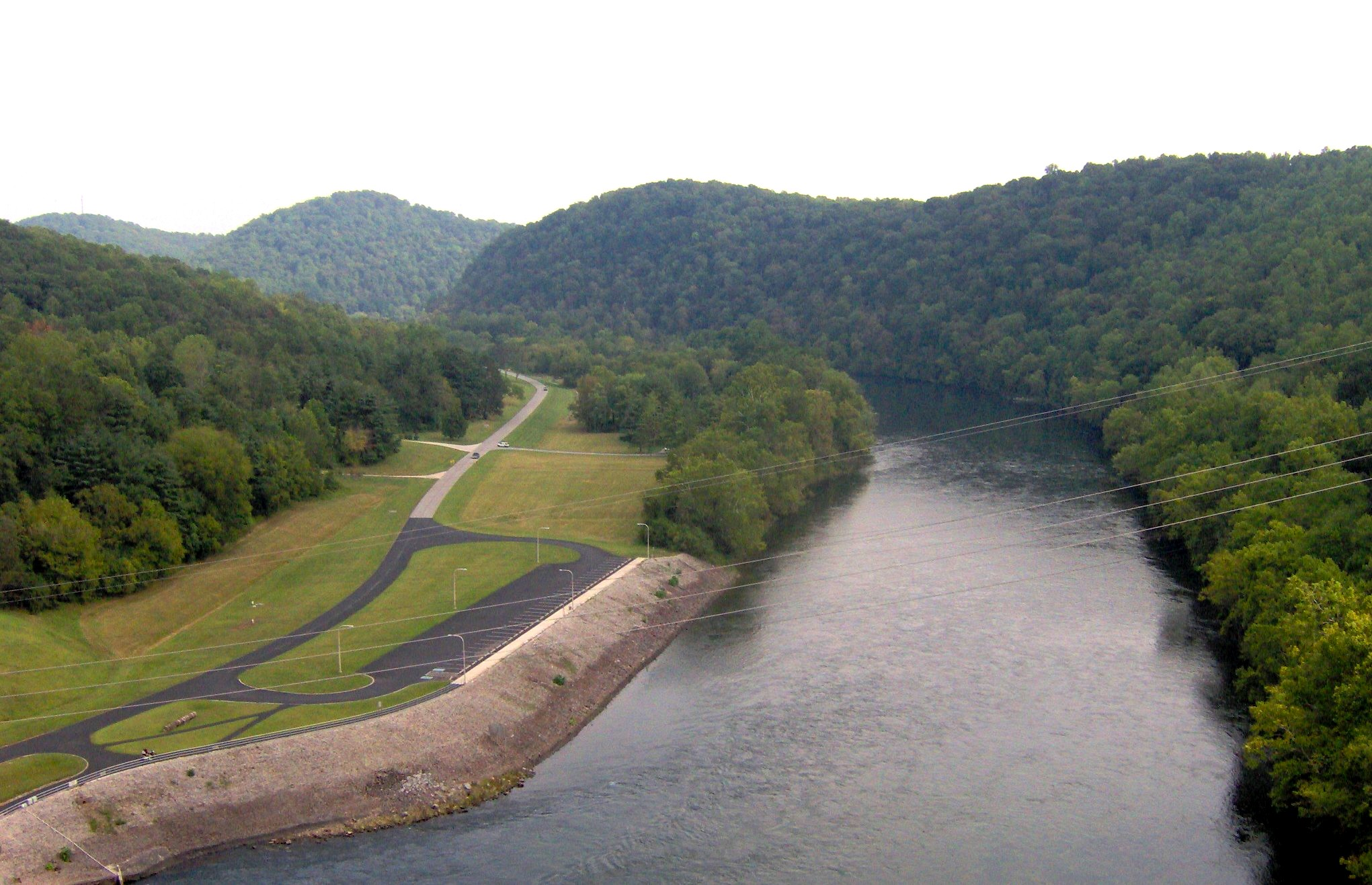
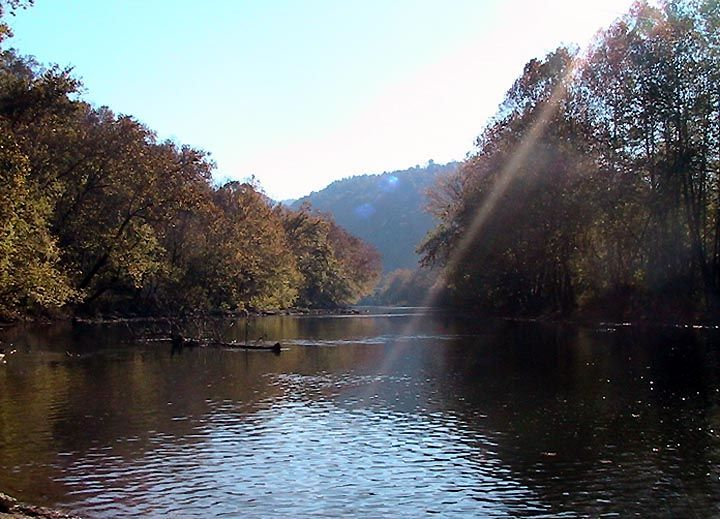
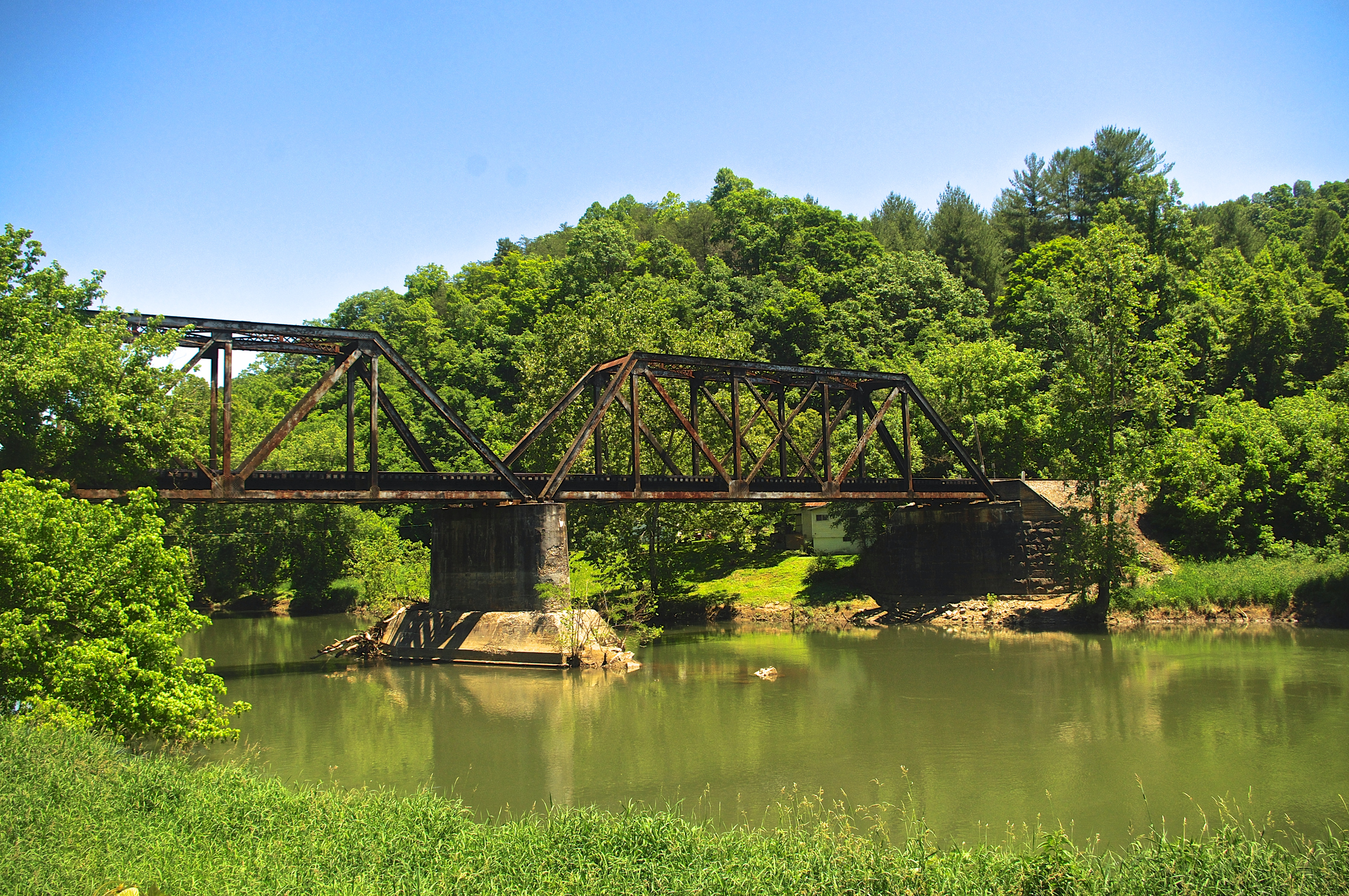
Залізничний міст через річку Клінч у місті Клінкпорті, штат Вірджинія.